# Targhe d'immatricolazione della Norvegia

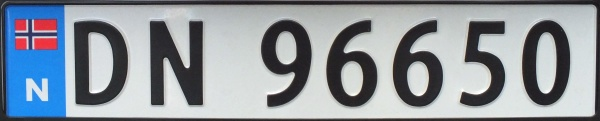
Formato in uso da maggio 2012

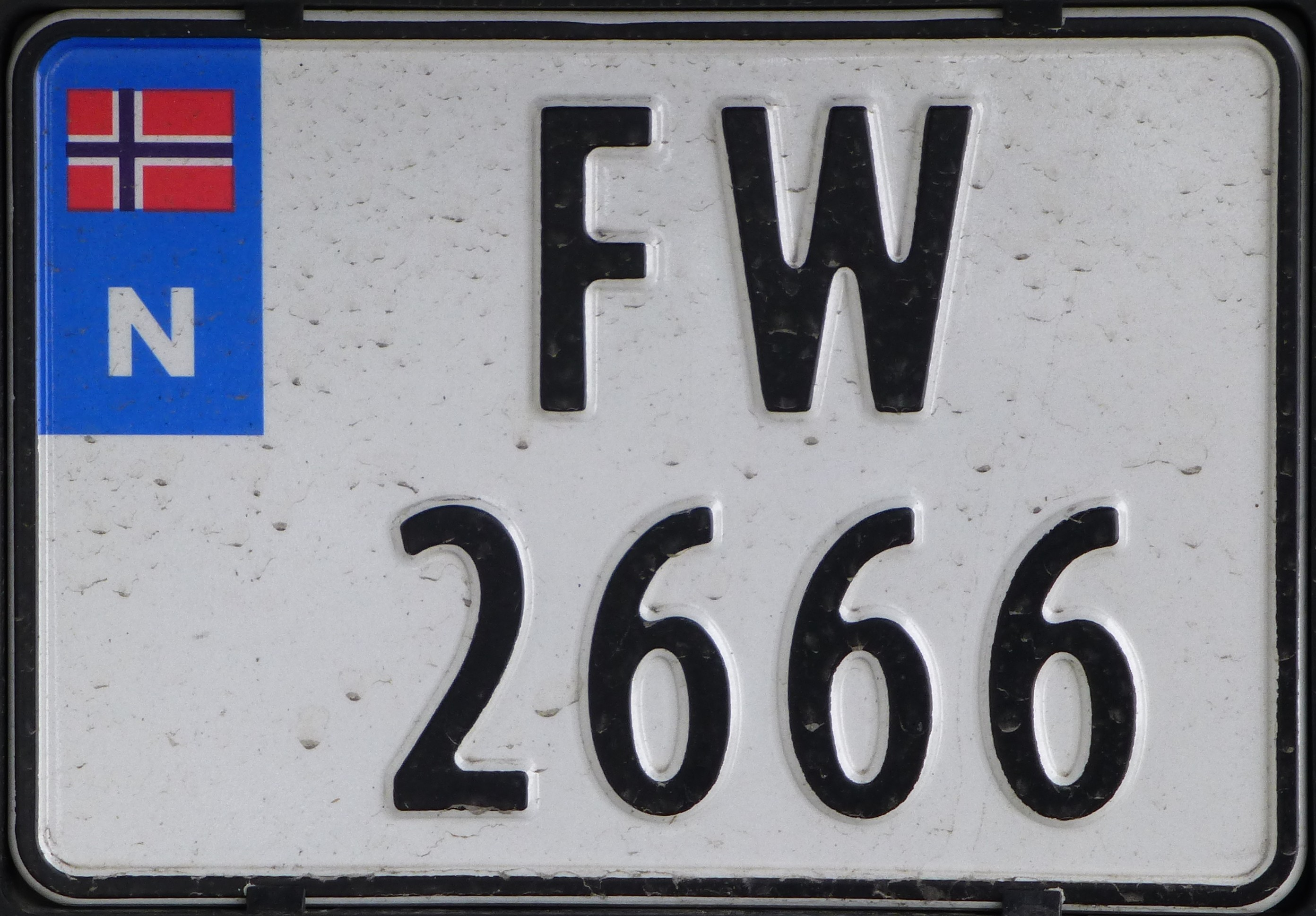
Targa di un motociclo

Le targhe d'immatricolazione della Norvegia sono destinate ai veicoli immatricolati nel paese scandinavo.

## Sistema in uso

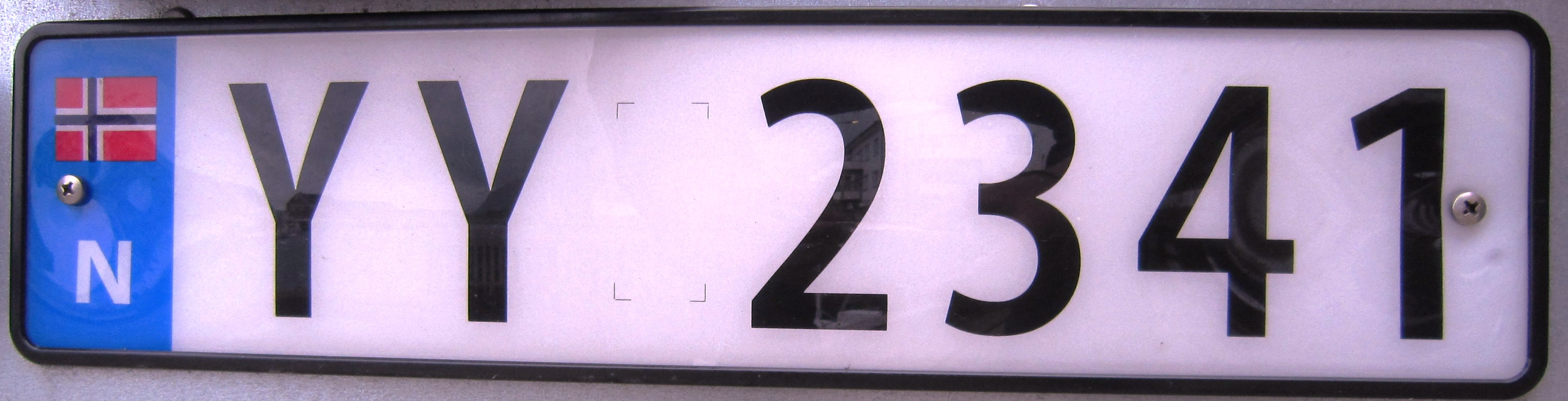
Targa di un rimorchio (formato 2009–2012 in plastica)

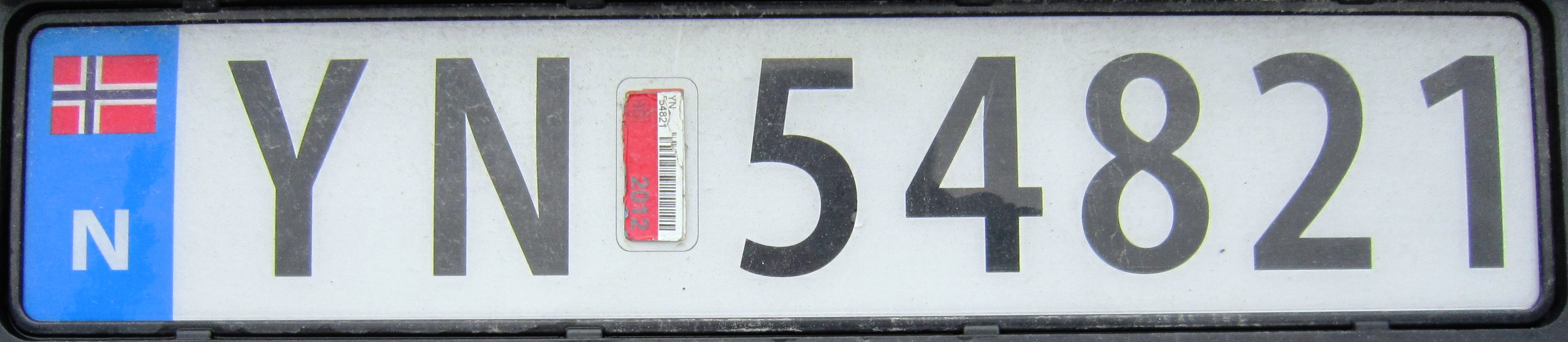
Targa con bollino di controllo (formato utilizzato da novembre 2006 a maggio 2012)

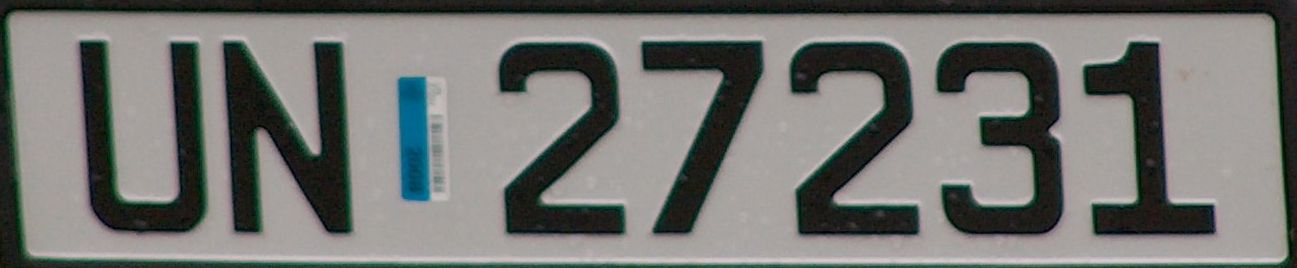
Formato 2002–11/2006

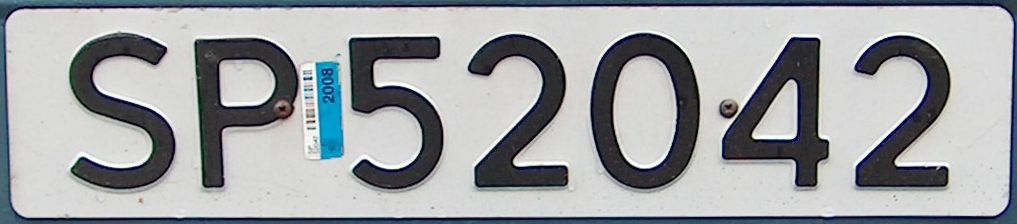
Formato aprile 1971–2002

Le targhe norvegesi sono composte da due lettere indicanti il comune in cui ha sede l'ufficio preposto alle immatricolazioni di autoveicoli e motoveicoli, uno spazio e cinque cifre (quattro nelle targhe dei rimorchi, dei motocicli e delle macchine agricole). I caratteri sono neri su fondo bianco riflettente. 
Dal 1º novembre 2006 sono posizionati a sinistra, all'interno di una fascia azzurra, la bandiera norvegese e il codice internazionale N, di colore bianco. 
Le sigle automobilistiche dei comuni vengono assegnate in base alla suddivisione amministrativa in contee; le lettere avanzano progressivamente dalla "A" alla "Z" procedendo da Sud a Nord. Non sono usate le lettere "I", "M", "O", "Q", "Æ", "Ø" e "Å". 
Fino al 30 aprile 2012 tra la sigla dell'area di immatricolazione e le cifre si trovava un bollino rettangolare colorato indicante non solo mese e anno dell'ultima revisione del veicolo, ma anche l'avvenuto pagamento della tassa di circolazione e dell'assicurazione. A partire dall'anno sopra specificato, la polizia norvegese utilizza sistemi automatizzati che fotografano le targhe e ne identificano i proprietari tramite il riconoscimento ottico dei caratteri, verificando in un database lo stato di ogni autoveicolo o motoveicolo in circolazione. Dal 1º gennaio 2009 sono state prodotte targhe in materiale plastificato; dal 1º gennaio 2012 si è deciso di emettere nuovamente targhe in alluminio. 
Nel 2006, oltre alla banda blu, è stata introdotta una modifica alle targhe norvegesi, che peraltro ha riguardato solo la grafica utilizzata (più leggibile), non la sequenza alfanumerica. Dal 1º gennaio 2002 le targhe prodotte in questo Stato divennero conformi agli standard europei, come font e dimensioni (520 × 110 mm per le targhe su un'unica riga e 340 × 210 mm per quelle su doppia linea). 
Dal 1º aprile 1971 i caratteri sono neri in campo bianco, prima erano gialli su fondo nero. 
La targa non cambia se cambia il proprietario: se per esempio un abitante di Tromsø compra un'automobile a Stavanger, essa mantiene la sigla con lettera iniziale "R" seguita da un'altra lettera compresa tra "E" e "Y", poiché la targa è legata al veicolo e non al proprietario. 

### Adesivi di convalida

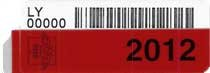
Esempio di adesivo di convalida del 2012

Tra il 1993 e il 2012, ogni anno erano rilasciati degli adesivi di convalida colorati (rossi, gialli e blu) a ogni veicolo in regola con il pagamento delle tasse e delle assicurazioni e che aveva superato l'ultimo test biennale di sicurezza e di controllo delle emissioni. Gli adesivi includevano il numero di immatricolazione sotto forma di codice a barre e cambiavano colore ogni anno con un ciclo triennale: rosso, blu e giallo. 
L'uso degli adesivi di convalida è stato interrotto da maggio 2012. La polizia si affida ora a sistemi automatizzati che fotografano la targa, ne identificano il numero utilizzando il riconoscimento ottico dei caratteri e controllano lo stato del veicolo in un database.

### Targhe personalizzate

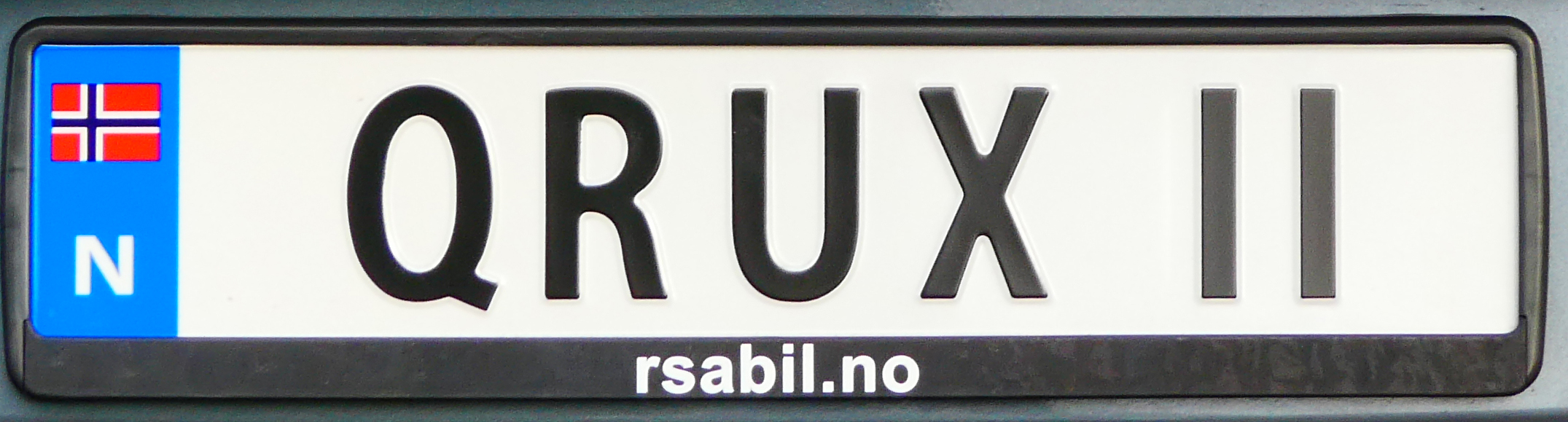
Esempio di targa personalizzata

Dal 15 giugno 2017 anche in Norvegia, come in altri Paesi europei, è consentito richiedere una targa personalizzata, con combinazione libera di cifre e lettere (anche con segni diacritici) che varia da un minimo di due a un massimo di sette caratteri, spazi inclusi.
Queste targhe d'immatricolazione sono soggetti a una tassa speciale di 9.000 corone (circa 900€) e hanno una validità di dieci anni; non seguono il veicolo in caso di vendita e possono essere rilasciati solo agli automezzi con il formato standard di 520 × 110 mm. Motocicli, ciclomotori e veicoli con il vano targa posteriore ridotto al momento non possono richiederle. 
La banda blu con la bandiera nazionale e sigla "N" a volte è sostituita da una banda nera non ufficiale.

### Targhe da esportazione

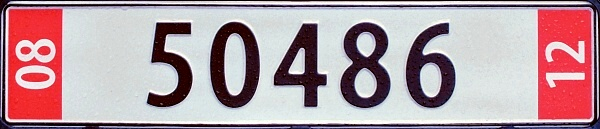
Targa da esportazione immatricolata a Bergen (prima cifra: 5) con l'indicazione della scadenza della validità (agosto 2012)

Le targhe turistiche per l'esportazione di nuovi veicoli, rilasciate dalla polizia, sono composte unicamente da un numero a cinque cifre (quattro nei rimorchi e motocicli) di colore nero su fondo bianco riflettente. Sono delimitate da due fasce rosse: su quella a sinistra sono indicate le cifre corrispondenti al mese (per esempio 01 = gennaio) e su quella a destra le ultime due cifre dell'anno di scadenza della validità; entrambe sono scritte a caratteri bianchi e ruotate di 90° in senso antiorario. 
La prima cifra del numero identifica la città dove vengono immatricolate targhe di questo tipo, secondo il seguente schema:
- 1 = Oslo
- 2 = Larvik
- 3 = Kristiansand
- 4 = Stavanger
- 5 = Bergen
- 6 = Trondheim
- 7 = Tromsø

### Targhe prova o di transito

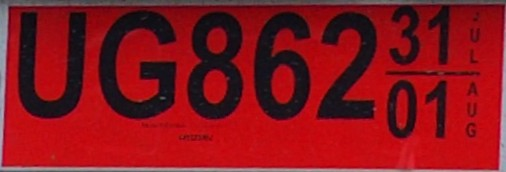
Targa prova o di transito

Sono adesive e hanno generalmente i caratteri neri su fondo rosso. Le due lettere dell'area di immatricolazione sono seguite da tre cifre; a destra sono riportati in alto il giorno e mese d'inizio e in basso, separato da una linea orizzontale, il giorno e mese di scadenza della validità; del mese sono scritte solo le prime tre lettere in norvegese, allineate in verticale e di dimensioni ridotte (per esempio: J/U/L = Juli). Si possono trovare anche targhe prova con colore diverso dal rosso, ad esempio gialle o viola.

### Targhe per concessionari e commercianti di veicoli

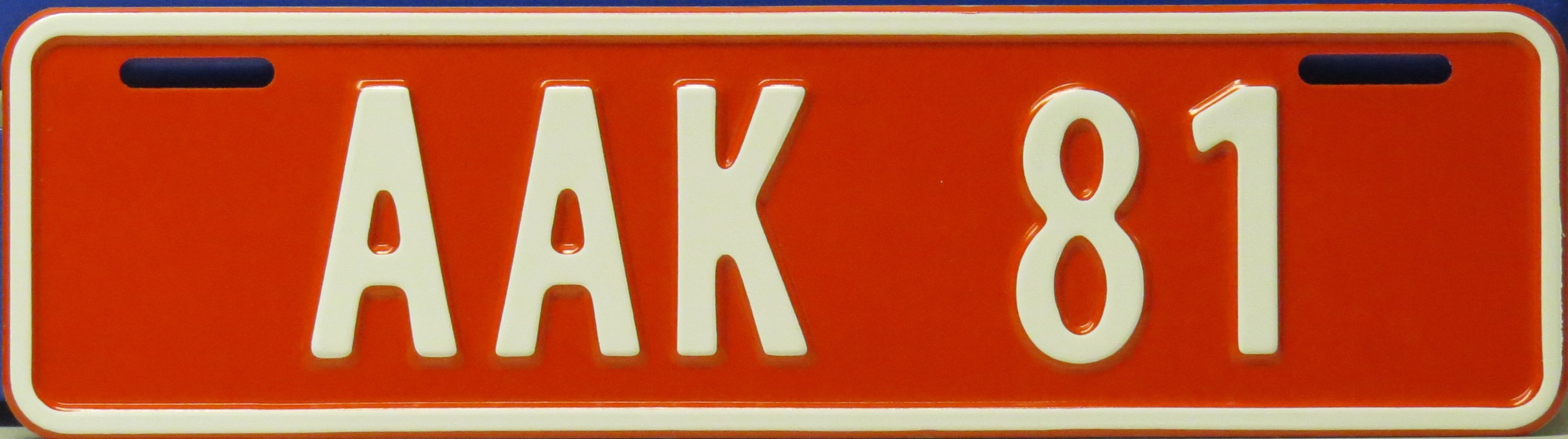
Targa provvisoria di un autoveicolo da collaudare, con blocco alfanumerico introdotto nel 2015

Hanno lettere e cifre bianche in campo rosso sono riservate ai proprietari di concessionarie, autofficine o garage; sono utilizzate per test drive o traghettamenti. Da giugno 2015 il blocco alfanumerico è del tipo ABC 12 (prima era AB 12), solo per i rimorchi ABC 12T.

### Targhe militari

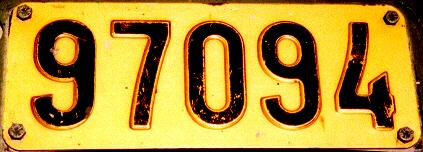
Targa di un automezzo militare con formato emesso dal 1957 al 2010

Riservate ai veicoli dell'Esercito, dal 1957 hanno un numero generalmente di cinque cifre stampato in nero su fondo di color ambra. Nelle autovetture con l'alloggiamento per la targa posteriore di lunghezza ridotta, sulla riga superiore è posizionato un numero di due cifre, su quella inferiore un numero di tre cifre. Fino al 2010 le cifre erano in rilievo. 
Il blocco 50000–59999 è riservato ai veicoli di tipo civile; il blocco 1000–9999 è invece assegnato ai rimorchi.

### Targhe dei veicoli militari in prova
Si distinguono per i caratteri rossi su fondo arancione; sono composte dalle lettere T-U (Test og utvikling, ossia "Test e sviluppo") oppure FMU (Forsvarsmuseet, cioè "Museo della Difesa"), seguite da un numero di tre cifre, la prima delle quali è uno zero. 
Schema esemplificativo:
| T-U001 |

### Automezzi delle forze armate USA
In uso dal 1984, queste targhe sono bianche con caratteri neri disposti su due linee: su quella superiore sono posizionate le lettere AFE (acronimo di Air Force in Europe) seguite da un codice di tre lettere che identifica la base, su quella inferiore è riportato un numero progressivo.

### Targhe diplomatiche

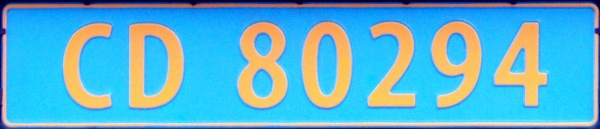
Targa diplomatica (80 = Germania)

Sono riservate al personale dei Corpi diplomatici e consolari di Paesi stranieri e hanno caratteri gialli su fondo celeste. Il codice CD è seguito da cinque cifre; le prime due identificano lo Stato (per esempio 45 = Italia) o l'Organizzazione internazionale.

### Veicoli commerciali

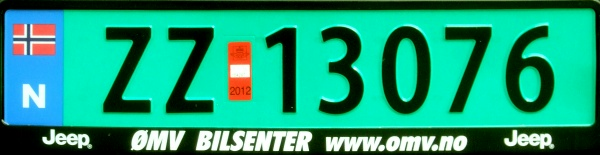
Targa di un veicolo commerciale

Le targhe con caratteri neri su fondo verde acqua sono applicate su mezzi con un limite massimo di tre posti separati dallo spazio di carico e destinati al trasporto di merci di peso non superiore a 3500 kg, ovverosia non solo su camion e furgoni, ma anche su autobus e camper a uso promiscuo. I proprietari di questi veicoli, il cui utilizzo è di norma lavorativo, usufruiscono di notevoli riduzioni fiscali.

### Caratteri giallo arancio o gialli su fondo nero

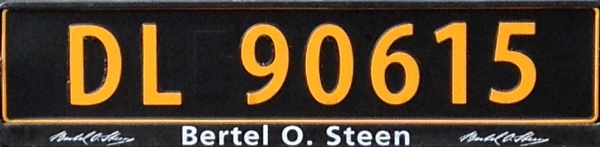
Targa di un veicolo speciale esentasse che non può circolare su strade pubbliche

Queste targhe identificano tutti i veicoli atipici esentasse che non possono circolare su strade pubbliche: macchine agricole, motoslitte, quad, veicoli speciali usati in zone portuali o all'interno di aeroporti, macchine operatrici utilizzate presso cantieri o impianti di estrazione. 
Anche le targhe delle isole Svalbard si distinguono per i caratteri gialli in campo nero, a meno che non si tratti di veicoli commerciali (le cui targhe sono di colore verde acqua) oppure immatricolati nell'arcipelago ma importati definitivamente nella Norvegia continentale, in tal caso i caratteri sono neri in campo bianco. 
Schema esemplificativo:
| ZN 12345 |

### Caratteri bianchi su fondo nero

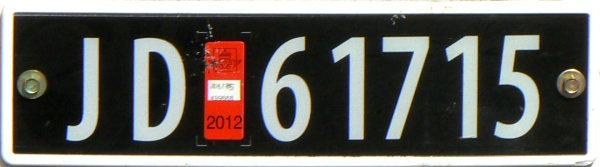
Targa di un'automobile partecipante a un rally

Contraddistinguono le targhe d'immatricolazione delle auto da rally, che possono circolare su strade pubbliche solo in occasione del tragitto di andata e ritorno per partecipare a una gara. Vi sono a tutt'oggi limitazioni all'emissione di questo tipo di targhe, in quanto i proprietari sono esentati dall'imposta di registro.

## Contee, aree di immatricolazione e combinazioni di lettere corrispondenti
Di recente è possibile immatricolare nuovi veicoli con codici diversi da quelli assegnati ai singoli distretti o comuni; di conseguenza sono diventate popolari le combinazioni ZZ e, in misura minore, AA. 
I codici per le targhe provvisorie riservate ai commercianti di veicoli sono scritti nell'elenco in corsivo,  quelli per le sole targhe con quattro cifre (assegnate a motocicli e rimorchi) sono scritti in grassetto; di alcuni distretti o località sede di uffici di immatricolazione è riportato tra parentesi il comune più importante.
Contee di Akershus, Buskerud e Østfold
- AA AB AC = Halden
- AD AE AF AH AR AS AT AU AV AG AW DW FL DG ES = Hafslund (Fredrikstad–Sarpsborg)
- AJ AK AL AN AP FN BW = Mysen
- AX AY AZ BA BB FN = Moss
- BC BD BE BF BH BJ BK BG = Follo (Drøbak)
- BL BN BP BR BS BT BU BV BX BY BZ CA CB = Asker e Bærum
- CC CE CF CH CJ CK CL CN CP CR CS CT CU EV CG FF = Romerike (Lillestrøm)
- CV CX CY CZ CW CU = Jessheim
- JU JV JX JY JZ KA = Hønefoss (Ringerike)
- KB KC KD = Hallingdal (Gol)
- KE KF KH KJ KK KL KN KP KR KS KW EZ EW = Drammen
- KT KU KV KX KY = Kongsberg

Contea di Oslo
- DA DB DC DD DE DF DH DJ DK DL DN DP DR DS DT DU DV DX DY DZ EA EB EC ED EE EF EH EJ EK EN EP ER ES ET EU = Oslo

Contea di Innlandet
- FS FT FU FV FX FY FZ FW ET HA = Hamar
- HB HC HD HE HA = Elverum
- HF HH = Tynset
- HJ HK HL HN HP HR = Kongsvinger
- HS HT HU HV HX FB = Lillehammer
- HZ JA JB = Otta
- JC JD JE JF JH JJ JK JL JN JP KW = Gjøvik
- JR JS JT = Fagernes

Contee di Vestfold e Telemark
- KZ LA LB LC LD LE LF = Horten
- LH LJ LK LL LN LP LR LD = Tønsberg
- LS LT LU LV LX NA NB NC = Larvik
- LY LZ NA = Sandefjord
- ND NE NF NH NJ NK NL NN NP NR NT NU NG = Skien
- NV NX NY NZ NW = Notodden
- PA PB = Rjukan

Contea di Agder
- PC PD PE PF PH PJ PK PG = Arendal
- PL LF = Setesdal (Evje og Hornnes)
- PN PP PR PS PT PU PV PW = Kristiansand
- PX PY PZ RC RD = Mandal
- RA RB = Flekkefjord

Contea di Rogaland
- RE RF RH RJ RK RL RN RP RR RS RT RU RV RX RY RW FB DW RG JG = Stavanger
- RZ SA SB = Egersund
- SC SD SE SF SH SJ SK SL = Haugesund

Contea di Vestland
- SN SP SR SS ST SU SV SX SY SZ TA TB TC TD TE HW = Bergen
- TF TH TJ TK = Voss
- TL TN TP TR = Stord
- TS TT TU = Odda
- TV TX TY TZ TG = Førde
- UA UB FA = Nordfjordeid
- UC UD FJ = Sogndal

Contea di Møre og Romsdal
- UE UF UH UJ UK UL UG UW = Ålesund
- UN UP BB = Ørsta
- UR US UT UU UV = Molde
- UX UY UZ VA = Kristiansund
- VB VC = Sunndalsøra

Contea di Trøndelag
- VD VE VF VH VJ VK VL VN VP VR FP VS VU VV NW = Trondheim
- VT VS VU LW = Støren
- VX VY VZ = Orkdal
- XA XB XC = Brekstad
- XD XE XF XH XJ XW = Steinkjer
- XL XK XW VW = Levanger
- XN XP YW = Stjørdal
- XR XS XT XU XG = Namsos

Contea di Nordland
- XV XX XY XZ FA = Mosjøen
- YA YB YC YD = Mo i Rana
- YE YF YH YJ FD EZ = Bodø
- YK YL = Fauske
- YN YP YR YS = Narvik
- YT YY FG = Svolvær
- YU YV YX = Sortland

Contee di Troms e Finnmark
- FK SW = Storslett
- YZ ZA ZB TW = Harstad
- ZE ZH ZK ZL ZC FL FC EW = Tromsø
- ZF ZJ ZD EX = Finnsnes
- (giallo su nero) ZN ZG FH = Isole Svalbard
- ZP ZR FR JW LE = Vadsø
- ZS EY = Kirkenes
- ZT ZU ZV ZY ZW UW = Alta
- ZX FF = Hammerfest
- ZZ CW = Lakselv

## Codici speciali

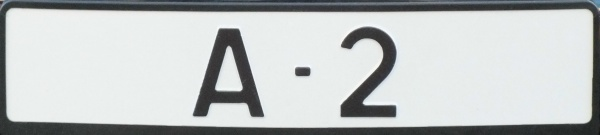
Targa di un'automobile della famiglia reale norvegese

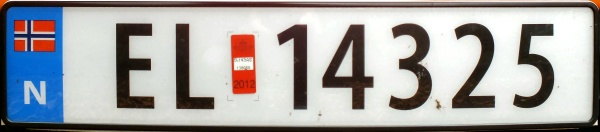
Targa di un veicolo elettrico

- A = Autovettura della Famiglia reale
- C = Veicolo privato del Re
- EL, EK, EV, EB, EC, ED, EE, EF, EH, EJ, EN[4] = Veicoli elettrici (Elektrisitet Kjøretøy)
- FE (dal 2005) = Automezzi militari (FE sta per Forsvaret, ossia "Forze di Difesa") d'epoca venduti a privati per uso civile
- GA = Veicoli alimentati a gas
- HY = Veicoli alimentati a idrogeno
- O-1 = Auto di Stato del Re a Bergen

## Storia

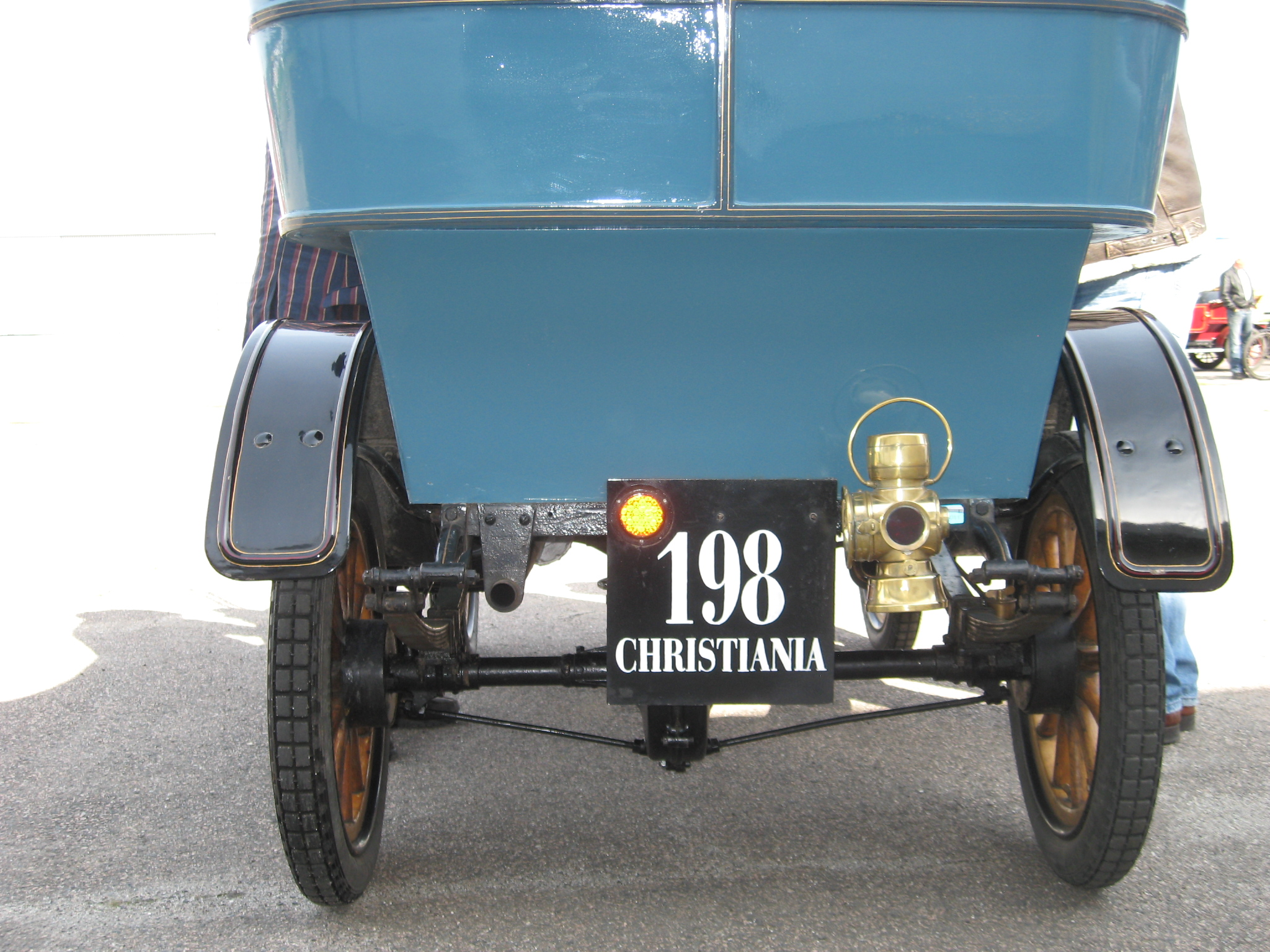
Targa non originale di un'auto d'epoca immatricolata a Kristiania/Christiania (Oslo dal 1925) del tipo utilizzato dal novembre del 1899 al 31 marzo 1913

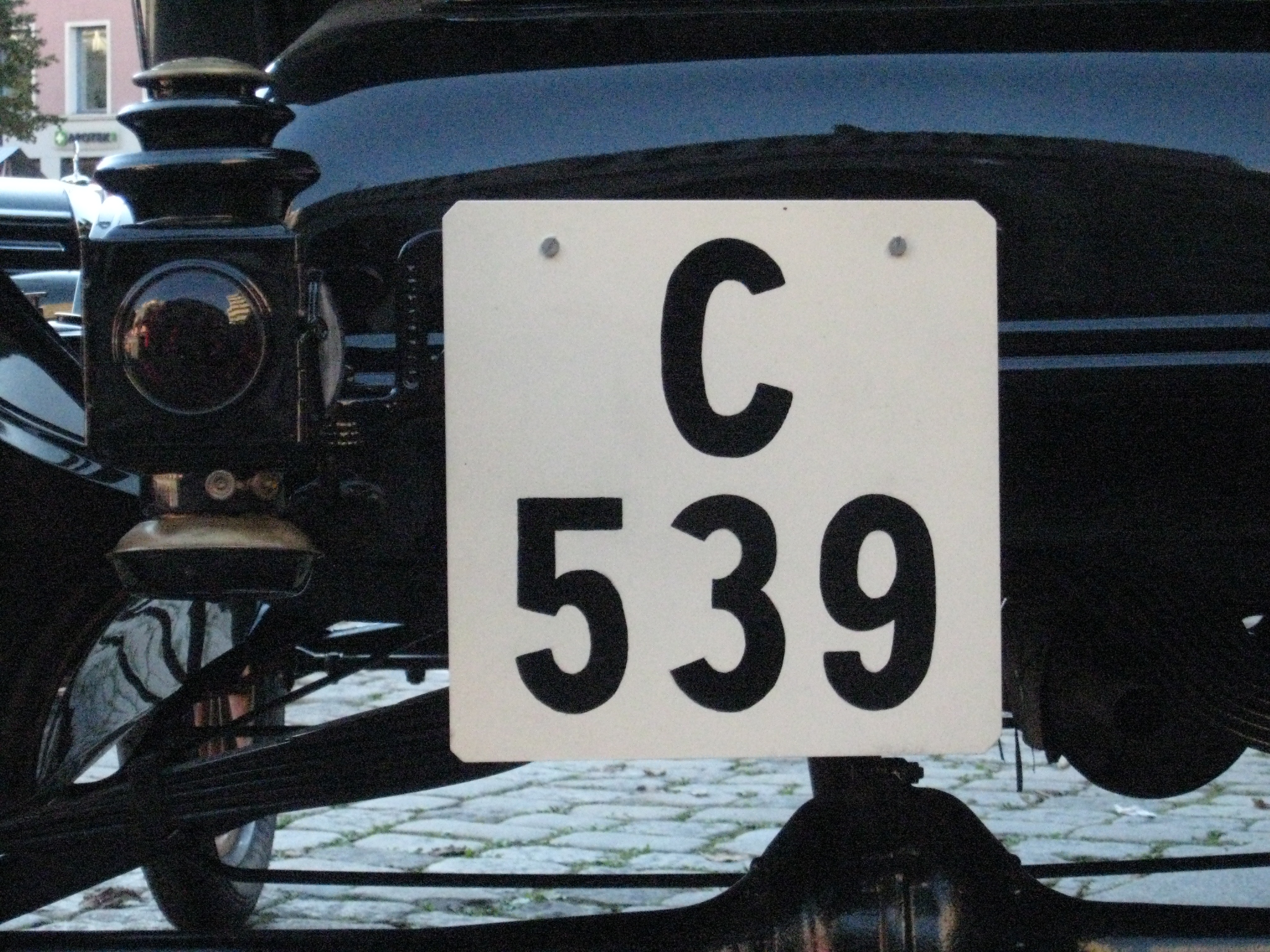
Targa non originale su doppia linea di una vettura d'epoca della contea di Akershus (formato emesso dal 1º aprile 1913 al 1928)

Da novembre del 1899 nella sola capitale venne emessa una serie locale con delle cifre di grandi dimensioni in alto, a partire da 1, e il nome per esteso della città (CHRISTIANIA) in basso; i caratteri erano bianchi su fondo nero. Dal 1909 al 31 marzo 1913 tale sistema fu adottato in altre città e contee, i cui nomi vennero abbreviati (per esempio una fotografia mostra una targa con la sequenza KR.AMT-3 della contea di Kristians, in seguito chiamata Oppland). Sui veicoli d'epoca del periodo sopra specificato possono essere ancora apposte targhe con questo formato.
Dal 1º aprile 1913 al 31 marzo 1971 i colori vennero invertiti e un'unica lettera identificativa dell'area d'immatricolazione era preposta alla parte numerica (che nelle targhe posteriori era impressa sulla riga inferiore). Dal 1958 un'ulteriore serie priva di lettere e consistente in tre gruppi di due cifre fu utilizzata per Oslo.
Dal 2013 i proprietari di veicoli immatricolati anteriormente al 1971 (norvegesi o importati) possono scegliere il formato composto da una lettera e 3-6 cifre oppure quello di 6 cifre. Una volta scelto, la targa segue il veicolo e non il proprietario. 

### Lettere utilizzate nelle targhe emesse dal 1º aprile 1913 al 31 marzo 1971
| Lettera | Nome della contea fino al 1918 | Nome della contea/città dal 1918           |
| ------- | ------------------------------ | ------------------------------------------ |
| A       | Kristiania amt                 | Kristiania (fino al 1925), Oslo (dal 1925) |
| B       | Smaalenenes amt                | Østfold                                    |
| C       | Akershus amt                   | Akershus                                   |
| D       | Hedemarkens amt                | Hedmark                                    |
| E       | Kristians amt                  | Oppland                                    |
| F       | Buskeruds amt                  | Buskerud                                   |
| G       | Jarlsberg og Larviks amt       | Vestfold (fino al 1929)                    |
| H       | Bratsberg amt                  | Telemark                                   |
| I       | Nedenes amt                    | Aust-Agder                                 |
| K       | Lister og Mandals amt          | Vest-Agder                                 |
| L       | Stavanger amt                  | Rogaland                                   |
| O       | Bergen amt                     | Bergen                                     |
| R       | Søndre Bergenhus amt           | Hordaland                                  |
| S       | Nordre Bergenhus amt           | Sogn og Fjordane                           |
| T       | Romsdals amt                   | Møre og Romsdal                            |
| U       | Søndre Trondhjems amt          | Sør-Trøndelag                              |
| V       | Nordre Trondhjems amt          | Nord-Trøndelag                             |
| W       | Nordlands amt                  | Nordland                                   |
| X       | Tromsø amt                     | Troms                                      |
| Y       | Finmarken amt                  | Finnmark                                   |
| Z       | -                              | Vestfold (dal 1929)                        |

### Automezzi militari

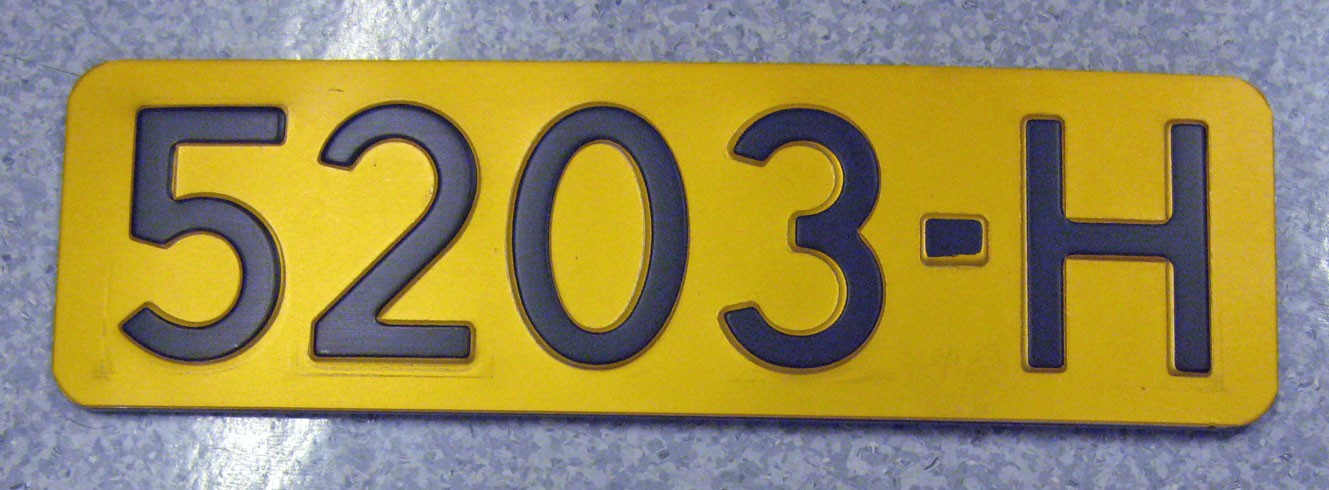
Targa di un automezzo dell'Esercito con formato introdotto nel 1945 e cessato nel 1957

Da giugno del 1945 fino al 1957 tutti i veicoli militari si contraddistinguevano per i caratteri neri su fondo ambra, come quelli attuali. La numerazione progressiva, le cui cifre variavano da un minimo di una a un massimo di cinque, precedeva un trattino e una lettera identificativa del Corpo d'armata: H per l'Esercito, S per la Marina e L per l'Aeronautica militare. 
A partire dal 1951 i mezzi del Comando Nord della NATO erano immatricolati con targhe simili, che si differenziavano unicamente per la lettera Q posposta alle cifre (non più di tre), fino alla chiusura del Comando stesso nel 1994.